# Gemeinderätin Schumann
 Gemeinderätin Schumann  ist eine von der ARD produzierte Fernsehserie. Sie wurde ab Januar 1974 im regionalen Vorabendprogramm ausgestrahlt. Eine engagierte Gemeinderätin kämpft für ihre Bürger. Drehorte der Serie waren die Stadt Blaubeuren und Umgebung.

## Handlung
Die verheiratete Lehrerin Ulla Schumann (Antje Hagen) ist an einer Gesamtschule tätig. Sie ist im Beruf und auch Privatleben voller Tatendrang. Ihr Mann Kurt ist beruflich in einem Ingenieurbüro beschäftigt und privat am Feierabend Trainer der örtlichen Damenhandballmannschaft. Da beide noch kinderlos sind, findet Ulla Zeit, sich als Gemeinderätin in der Kommunalpolitik zu engagieren. Sie setzt sich resolut für das Wohl ihrer Mitbürger ein und scheut dabei auch nicht davor zurück, sich mit ihren Parteifreunden anzulegen.

## Schauspieler und Rollen (Auswahl)
Neben den in der folgenden Tabelle gezeigten Schauspielern hatten unter anderen Rolf Castell und Helmut Fischer Gastauftritte.
| Schauspieler         | Rolle                      | Folgen |
| -------------------- | -------------------------- | ------ |
| Astrid Boner         | Frau Fuchs                 | 3      |
| Konrad Georg         | Dr. Fuchs / Dr. Erich Vogt | 10     |
| Antje Hagen          | Ulla Schumann              | 13     |
| Detlof Krüger        | Ingenieur Lederer          | 6      |
| Ursula Mellin        | Irma Taefler               | 3      |
| Robert Naegele       | E. Schmidt-Schönberg       | 3      |
| Horst Michael Neutze | Horst König                | 13     |
| Hartmut Reck         | Kurt Schumann              | 13     |
| Hans Reiser          | Emil Nack                  | 8      |
| Dieter Schidor       | Ralf Grönig                | 3      |
| Heiner Schmidt       | Maler Lüthger              | 4      |
| Erika Wackernagel    | Frau Däubler               | 4      |
| Sepp Wäsche          | Herr Däubler               | 3      |

## Episoden
| Folge | Titel                | Erstausstrahlung |
| ----- | -------------------- | ---------------- |
| 1     | Der Kindergarten     | 21. Januar 1974  |
| 2     | Die Eingemeindung    | 28. Januar 1974  |
| 3     | Der Fußgängerüberweg | 4. Februar 1974  |
| 4     | Das Altenwohnheim    | 11. Februar 1974 |
| 5     | Die Enteignung       | 18. Februar 1974 |
| 6     | Das Kulturzentrum    | 4. März 1974     |
| 7     | Umweltverschmutzung  | 11. März 1974    |
| 8     | Der neue Friedhof    | 18. März 1974    |
| 9     | Die Jagdverpachtung  | 25. März 1974    |
| 10    | Das Sportzentrum     | 1. April 1974    |
| 11    | Kunst am Bau         | 8. April 1974    |
| 12    | Die Umgehungsstraße  | 15. April 1974   |
| 13    | Die Sondersitzung    | 22. April 1974   |

## DVD-Veröffentlichung
Die Serie wurde am 24. April 2015 in einer Komplettbox mit allen 13 Episoden von Pidax veröffentlicht.